# Federació Andorrana de Basquetbol
Der Andorranische Basketballverband ist der offizielle Basketball-Verband in Andorra. Er hat seinen Sitz in Andorra la Vella.

## Geschichte und Aufgaben
Der Verband wurde 1988 gegründet und seit 2001 ist der Verband Mitglied der Fédération Internationale de Basketball (FIBA) und damit auch der FIBA Europa. Präsident des Verbandes ist zur Zeit Joaquim Tomas Baldrich. Der Verband ist für die Organisation, Leitung und Entwicklung des Basketballsports in Andorra verantwortlich. Der Verband vertritt Basketball gegenüber Behörden sowie nationalen und internationalen Sportorganisationen. Zusätzlich verteidigt der Verband auch die moralischen und materiellen Interessen des andorranischen Basketballs. Der Verband organisiert die nationale Meisterschaft und ist für die Andorranische Basketballnationalmannschaft  der Herren und die Andorranische Basketballnationalmannschaft der Damen verantwortlich.
| Kriterium                                    | Anzahl |
| -------------------------------------------- | ------ |
| Registrierte Vereine                         | 8      |
| Lizenzierte weibliche Basketballspielerinnen | 144    |
| Lizenzierte männliche Basketballspieler      | 291    |
| Unlizenzierte Basketballspieler/innen        | 180    |

## Fakten zum Basketballverband Federació Andorrana de Basquetbol
| Kriterium                   | Fakten                                                                                         |
| --------------------------- | ---------------------------------------------------------------------------------------------- |
| Gründungsjahr des Verbandes | 1988                                                                                           |
| Jahr des FIBA-Beitritts     | 2001                                                                                           |
| Kontinentaler Verband       | FIBA Europa                                                                                    |
| Sitz des Verbandes          | Andorra la Vella                                                                               |
| Sonstiges                   | Der beste Basketballverein Andorras BC Andorra ist dem Spanischen Basketballverband zugeordnet |
| Höchste Liga                | Lliga Andorrana de Bàsquet                                                                     |

## Liste von Präsidenten
| Name                   | von | bis | Beleg       |
| ---------------------- | --- | --- | ----------- |
| Joaquim Tomas Baldrich |     |     | [ 2 ] [ 3 ] |
| Manuel Fernández       |     |     |             |

## Liste von Vizepräsidenten
| Name                    | von | bis | Beleg |
| ----------------------- | --- | --- | ----- |
| Xavier González Camacho |     |     | [ 4 ] |

## Liste von Generalsekretären
| Name                        | von | bis | Beleg |
| --------------------------- | --- | --- | ----- |
| Beatriz Soldevila Fernandez |     |     | [ 5 ] |
| Jaume Tomàs Vilana          |     |     | [ 6 ] |